# Nothopleurus madericus
Nothopleurus madericus là một loài bọ cánh cứng trong họ Cerambycidae.